# North Esk (Esk)
Der North Esk ist ein Fluss in den schottischen Council Areas Scottish Borders und Midlothian.

## Verlauf
Der Fluss entspringt in den dünnbesiedelten Pentland Hills zwischen den Hügeln East Cairn Hill (567 m) und Cock Rig (478 m). Die nächstgelegenen Ortschaften sind das jeweils rund acht Kilometer entfernte Penicuik im Nordosten und West Linton im Süden. Auf den ersten 7,5 km bildet er den Grenzfluss zwischen den Scottish Borders und Midlothian. In südöstlicher Richtung verlaufend, mündet der North Esk nach 1,5 km in den Stausee North Esk Reservoir ein, den er im Südosten wieder verlässt. Nach insgesamt rund vier Kilometern, auf Höhe der Unterquerung der A702, dreht der Lauf nach Nordosten ab und behält diese Grobrichtung bis zu seiner Mündung bei.
Der North Esk verläuft entlang der Ostflanke der Pentlands. Nachdem der Fluss Penicuik im Osten begrenzt, fließt er zwischen den Ortschaften Rosewell und Roslin hindurch und erreicht Lasswade. Weiter nach Nordosten fließend, gelangt der North Esk in das heute zu Dalkeith gehörige Eskbank. Rund zwei Kilometer nördlich von Dalkeith vereinigt er sich nach insgesamt 32 km mit dem South Esk zum Esk, der schließlich bei Musselburgh in den Firth of Forth mündet.

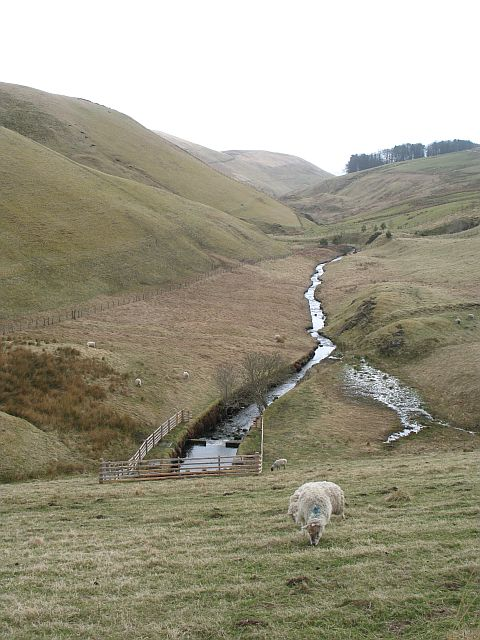
Oberlauf des North Esk als Grenze zwischen Midlothian und den Scottish Borders
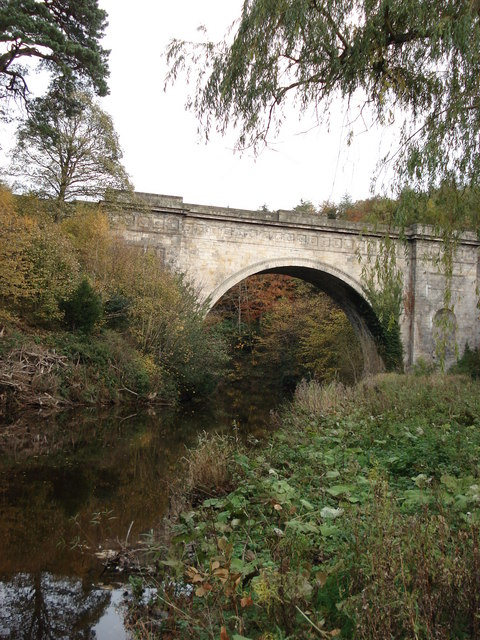
Die denkmalgeschützte Montagu Bridge überspannt den North Esk
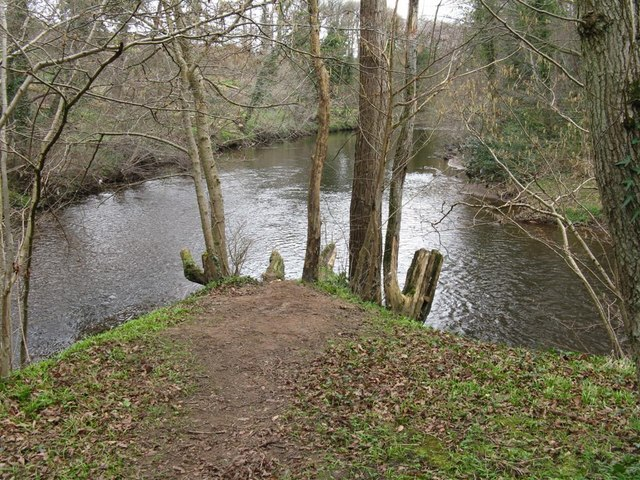
Zusammenfluss von North Esk (links) und South Esk (rechts)

## Tourismus
Der Lauf des North Esk, mehr jedoch noch des Esk, gilt als landschaftlich reizvoll. Aus diesem Grund wurde von seiner Quelle bis zum Zusammenfluss mit dem South Esk durch den Esk Valley Trust ein Wanderweg mit einer Gesamtlänge von 38 km eingerichtet. In der Vergangenheit wurde sein Fischreichtum beschrieben, der an den Wochenenden zahlreiche Angler aus Edinburgh anzog. Die im Zuge der Industrialisierung entstandenen Betriebe entlang des North Esks verdarben im Laufe des 19. Jahrhunderts jedoch die Wasserqualität. Infolge von Umweltschutzmaßnahmen hatte sich der Zustand gegen Ende des Jahrhunderts bereits signifikant verbessert.

## Umgebung
Die verhältnismäßig wohlhabenden Ländereien im Edinburgher Umland waren in der Vergangenheit auf zahlreiche Herren verteilt. Entlang des North-Esk-Ufers finden sich aus diesem Grund mehrere Herrenhäuser, die von historischer Bedeutung sind. Nahe Penicuik befindet sich das klassizistische Penicuik House, der Sitz der Clerk Baronets. Bereits seit 1707 besteht Auchendinny House zwischen Penicuik und Auchendinny. Die heute als Ruine erhaltene Burg Roslin Castle sowie die bauhistorisch bedeutende Rosslyn Chapel liegen weiter flussabwärts. Es existieren Hinweise, dass die Ländereien des auf eine Burg zurückgehenden Hawthornden Castle bereits seit der Bronzezeit bewohnt sind. Das Schloss liegt am Ostufer des North Esk zwischen Rosewell und Polton. Unter John Clerk, 2. Baronet entstand in den 1720er Jahren Mavisbank House, dessen Ländereien sich am Westufer zwischen Polton und Loanhead erstrecken. Nördlich von Lasswade befindet sich das tudorgotische Melville Castle, das auf ein spätmittelalterliches Tower House zurückgeht. Eine Burg am Standort des heutigen Dalkeith House wurde im Jahre 1547 durch englische Truppen zerstört. Dalkeith House war über Jahrhunderte Sitz der Dukes of Buccleuch. Unter anderem nächtigte der britische König Georg IV. dort.

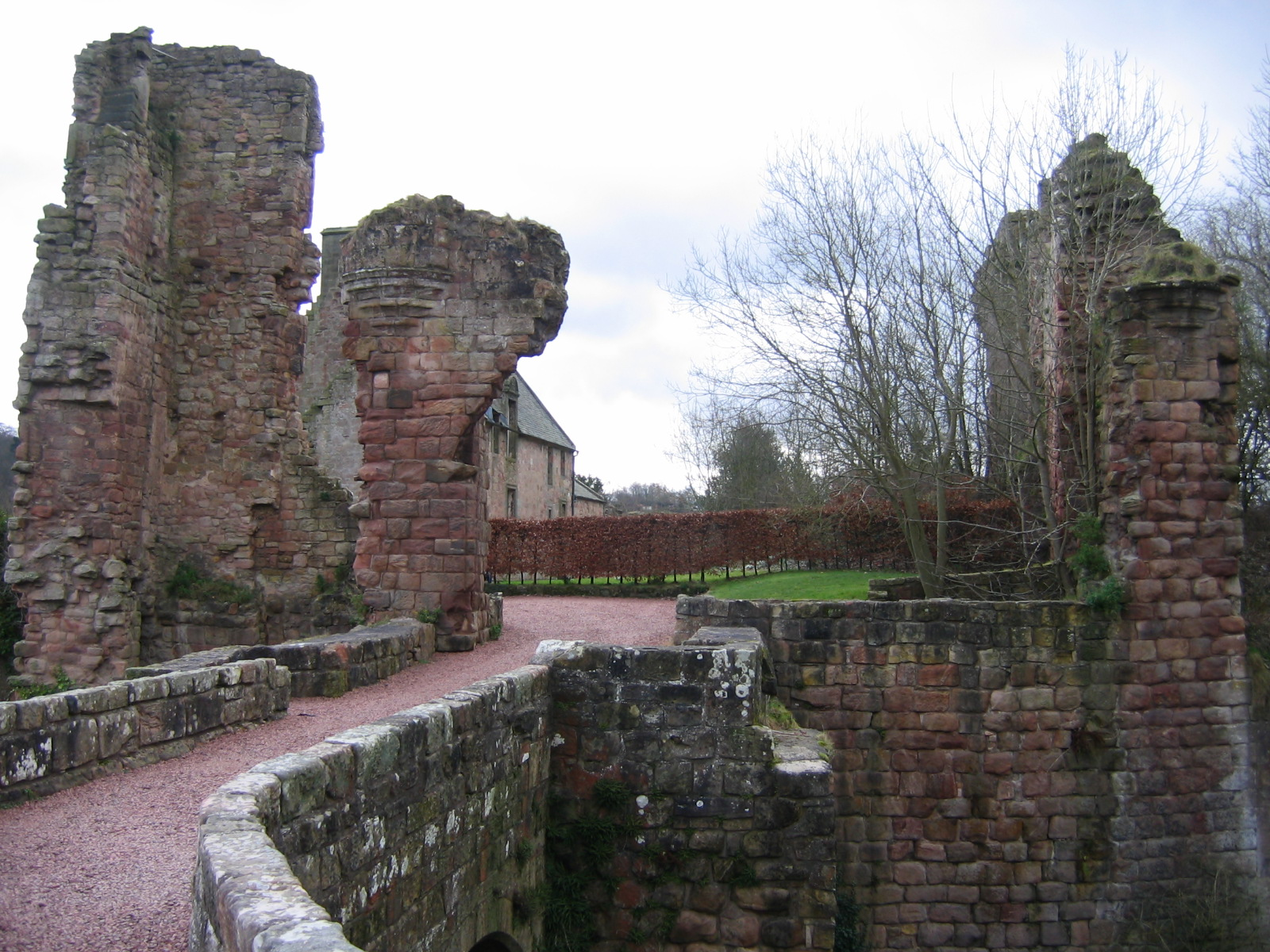
Roslin Castle
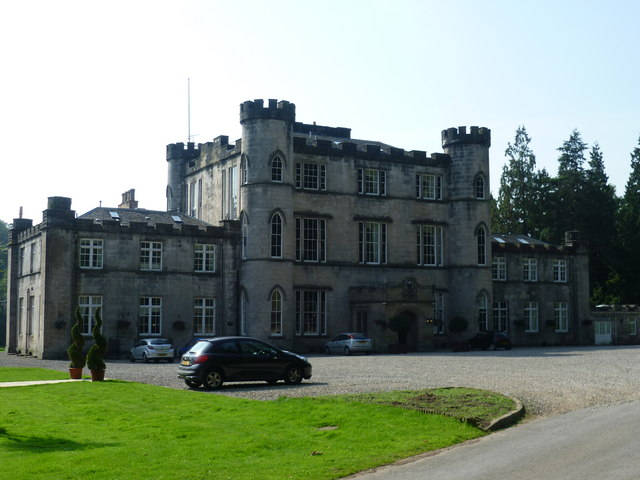
Melville Castle
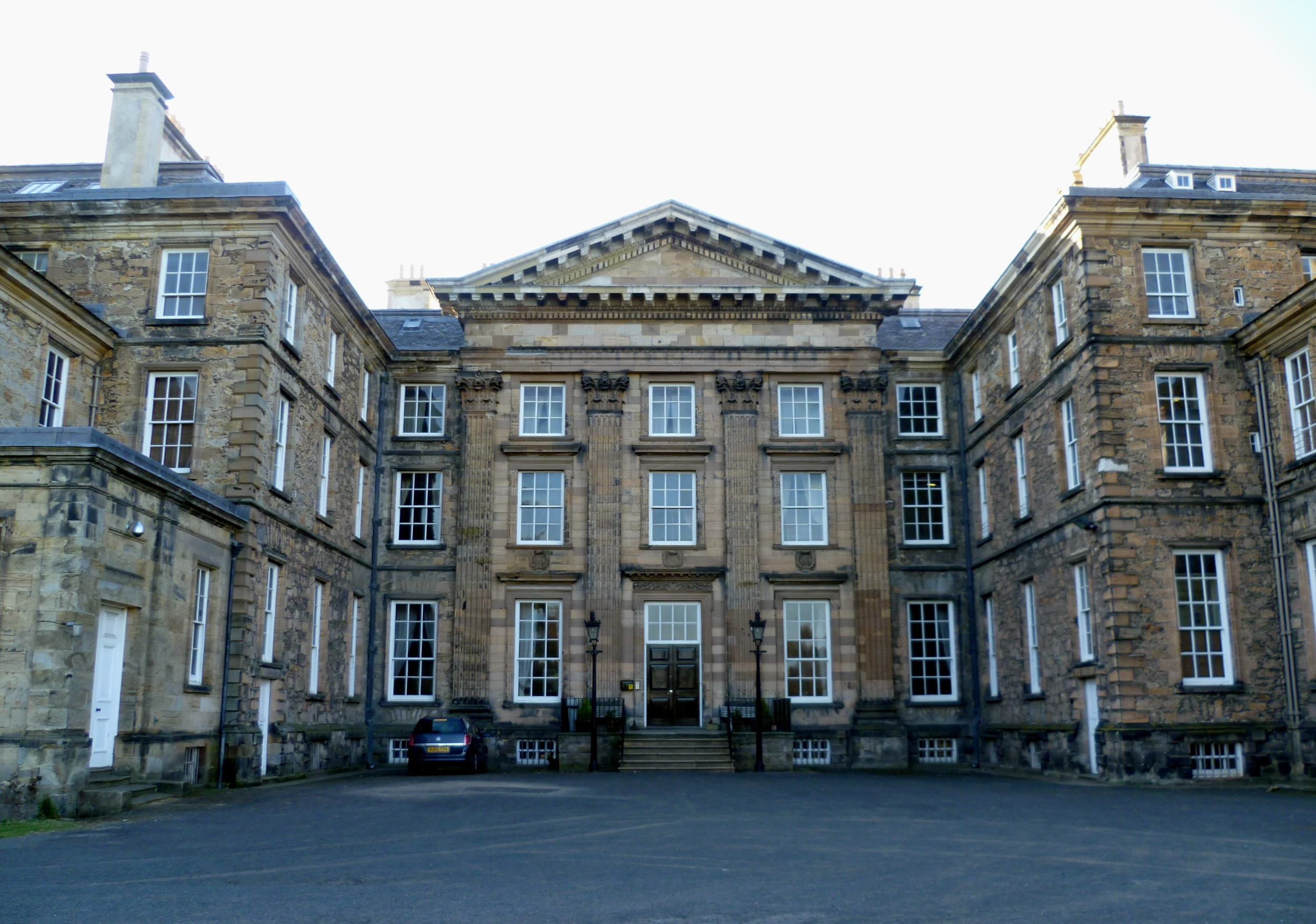
Dalkeith House